# Baqershahr
Baqershahr (în persană باقرشهر; anterior, Baqerabad (în persană باقِر آباد), romanizat și ca Bāqerābād; cunoscut și sub numele de Bāqerābād-e Bāqerof și Bāqerābād-e Bāqer of) este un oraș din districtul Kahrizak, Shahrestānul Ray, provincia Teheran, Iran. La recensământul din 2006, populația sa era de 52.575 de locuitori, în 12.478 de familii.